# Peripheralradpumpe

Prinzip einer Peripheralradpumpe.
Der Farbverlauf von Weiß zu Rot symbolisiert den Druckgradienten: Weiß = Unterdruck, Rot = Überdruck.

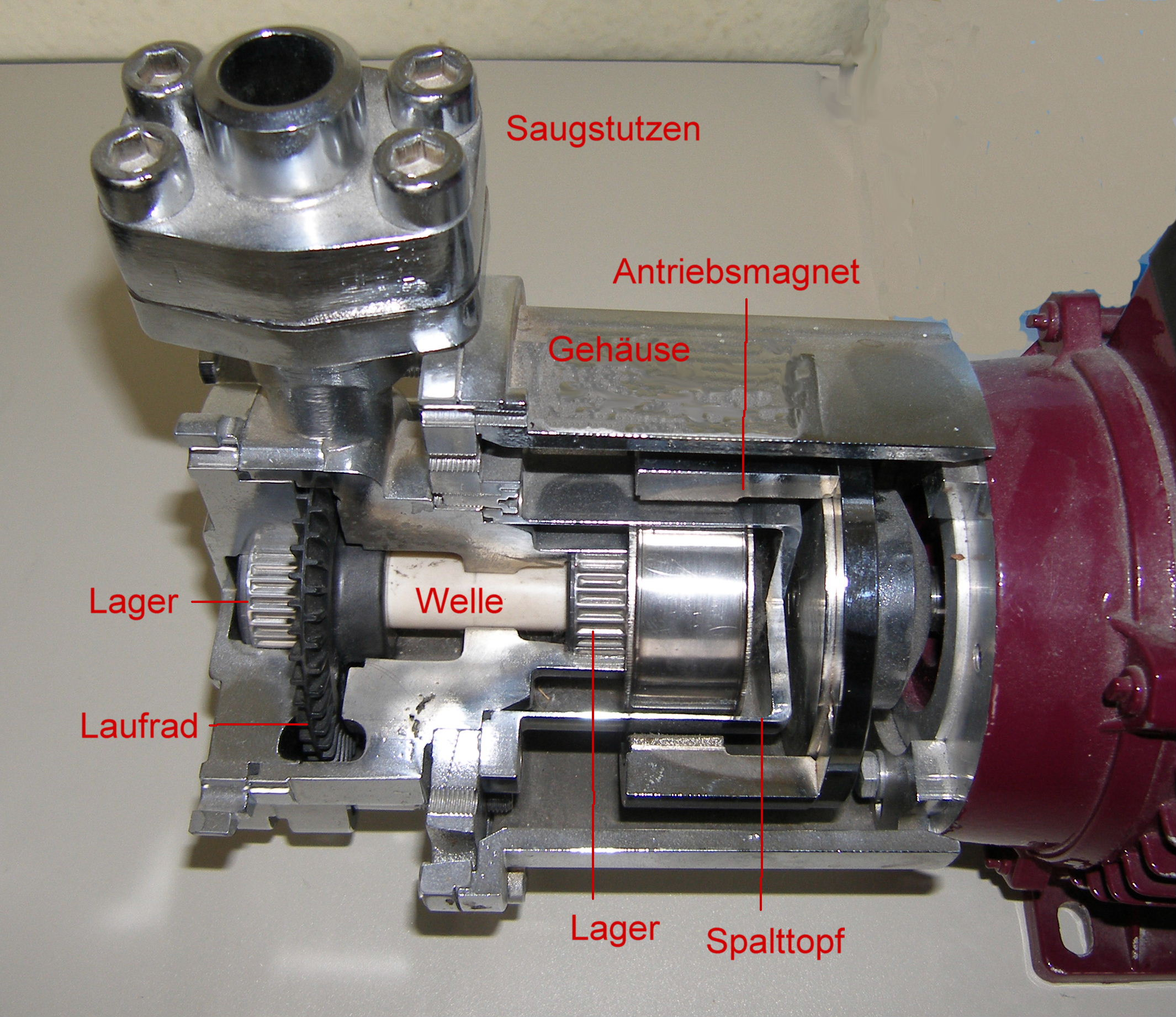
Schnittansicht einer magnetgekoppelten Peripheralradpumpe

Eine Peripheralradpumpe (auch Peripheralpumpe oder Turbinenpumpe genannt) ist eine Kreiselpumpe, bei der das Medium durch Erzeugung einer Strömung in einem peripheren Ringkanal gefördert wird.

## Prinzip
Die eigentliche Pumpe ist aufgebaut aus dem Pumpengehäuse mit zwei nebeneinander liegenden Öffnungen, und dem Pumpenkreisel (Laufrad), der, über eine Welle angetrieben, sich im Gehäuse dreht. Das Laufrad besteht aus einer Scheibe, die an ihrer Peripherie mit radial und quer zur Drehrichtung ausgerichteten, geraden Schaufeln bestückt ist. Im Ringkanal, das heißt dem für das Fördermedium bestimmten peripheren Raum des Gehäuses zwischen Gehäusewandung und Laufrad, wird die Bewegungsenergie der Antriebswelle von den Schaufeln auf das Medium übertragen, wobei das Medium in Strömung versetzt wird. Da der Ringkanal zwischen den beiden Öffnungen des Pumpengehäuses verengt ist, bildet sich ein Druckgefälle entgegen der Drehrichtung des Laufrades aus: es entsteht ein Unterdruck (Sog) an einer Öffnung des Pumpengehäuses, dem Ansaugstutzen, und ein Überdruck an der anderen Öffnung, dem Ablaufstutzen. Das Arbeitsprinzip ist ähnlich dem einer Seitenkanalpumpe.

## Eigenschaften
Peripheralradpumpen eignen sich besonders für kleine Fördermengen und hohe Förderdrücke. Die größte Antriebsenergie wird bei dem höchsten Förderdruck und der geringsten Fördermenge benötigt. Diese Pumpenart benötigt nur eine geringe Zulaufhöhe (NPSH) und ist drehrichtungsunabhängig, das bedeutet, dass Ansaug- und Ablaufstutzen nicht konstruktionsbedingt festgelegt sind, sondern sich mit der Drehrichtung des Laufrades ändern. Peripheralradpumpen werden auch in hermetischer Bauweise mit Magnetkupplung hergestellt.

### Kennlinie

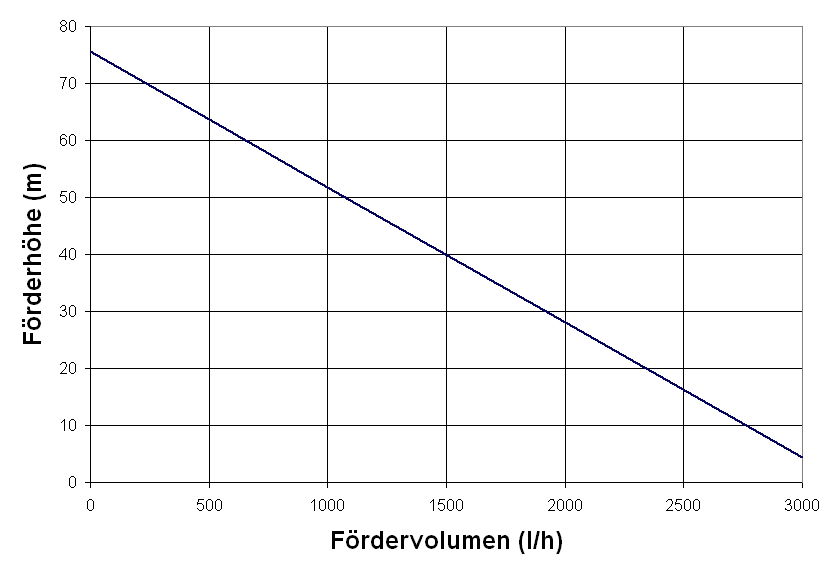
Kennlinie einer Peripheralradpumpe

Im Gegensatz zur Kennlinie gewöhnlicher Zentrifugalpumpen, flacht die Kennlinie einer Peripheralradpumpe mit abnehmendem Fördervolumen nicht ab. Die Kennlinie ist vielmehr eine Gerade mit maximaler Förderhöhe bei Nullförderung und Nullhöhe bei Maximalförderung. Diese Gerade ergibt sich aus der Tatsache, dass die Peripheralradpumpe vom Typ Volumenverdränger ist.